# Ortos

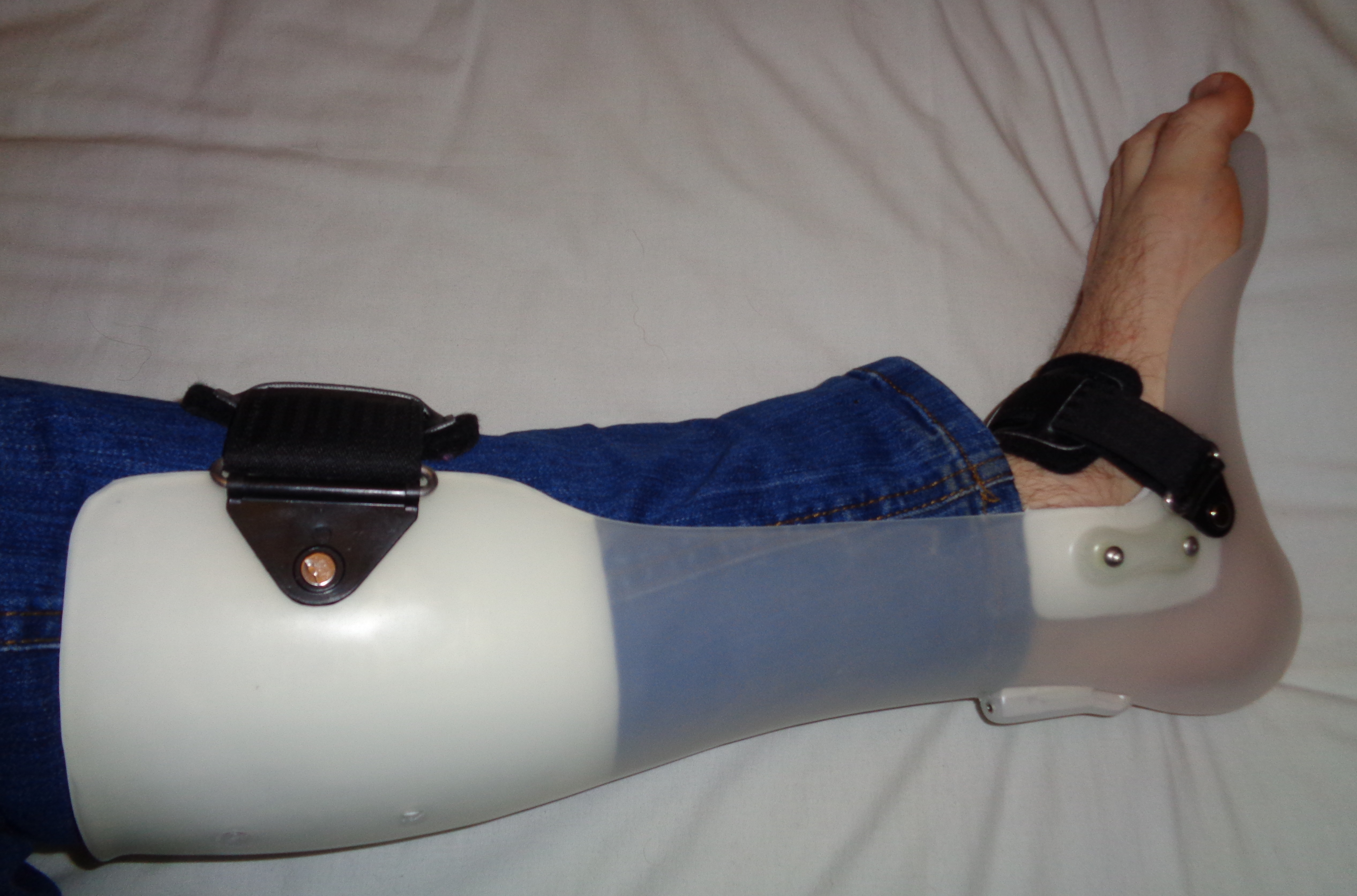
En ortos för foten och vristen.

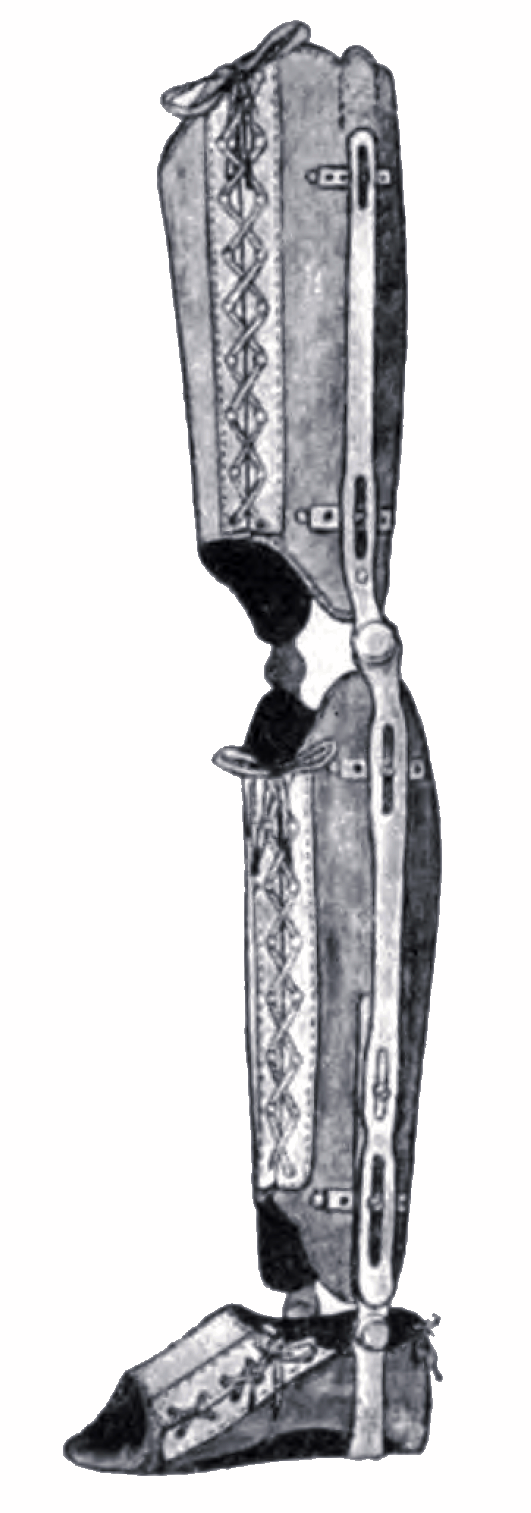
En äldre ortos från 1899.

En ortos är ett ortopediskt, kroppsburet hjälpmedel som används för att mekaniskt stödja leder eller rätta till/förhindra felställningar, genom tryck mot kroppsdelarna. Ortos är en form av spjälning.
Ortoser används vid exempelvis stukning, frakturer (benbrott), och vid kirurgiska ingrepp i leder där det finns risk för att leden rör sig. Syftet kan exempelvis vara att lindra smärta, underlätta gång eller motverka kontrakturer (felställningar) i leder. Begreppet ortos innefattar en stor grupp hjälpmedel, inklusive skoinlägg, knä-, ankel- och handledsortoser.
Yrkesgrupper som använder sig av ortoser är bland annat ortopedläkare, arbetsterapeuter, ortopedingenjörer och fysioterapeuter.